# شهاب‌الدین یحیی سهروردی
شهاب الدین یحیی بن حبش بن امیرک ابوالفتوح سُهرَوَردی، ملقب به شهاب‌الدین سهروردی، معروف به شیخ اشراق، شیخ مقتول و شیخ شهید (۵۴۹–۵۸۷ ق / ۱۱۵۴–۱۱۹۱ م) فیلسوف نامدار ایرانی بود. او اهل شهر سهرورد زنجان است. وی از بزرگ‌ترین فلاسفه تاریخ ایران است که حکمت خسروانی ایران باستان را احیا کرد. وی در اصول فقه و فقه نیز ید طولایی داشته و شاعر هم بوده است.
و همچنان شیخ اشراق (شهاب الدین سهروردی) بنیان‌گذار فلسفه اشراقی می‌باشند، که در مقابل فلسفه ارسطویی (مشاء) عرض اندام کرده است.

## زندگی
شهاب‌الدین سُهرِوَردی در سال ۵۴۹ هجری قمری / ۱۱۵۴ میلادی در دهکدهٔ سهرورد زنجان متولد شد. وی تحصیلات مقدماتی را که شامل حکمت، منطق و اصول فقه بود نزد مجدالدین جیلی استادِ فخر رازی در مراغه آموخت و در علوم حکمی و فلسفی سرآمد شد و با ذکاوت ذهن و نیک‌اندیشی که داشت بر بسیاری از علوم اطلاع یافت.
سهروردی بعد از آن به اصفهان، که در آن زمان مهم‌ترین مرکز علمی و فکری در سرتاسر ایران بود، رفت و تحصیلات صوری خود را در محضر ظهیرالدین قاری به نهایت رسانید. در گزارش‌ها معروف است که یکی از هم‌درسان وی، فخرالدین رازی، که از بزرگ‌ترین مخالفان فلسفه بود، چون چندی بعد از آن زمان، و بعد از مرگ سهروردی، نسخه‌ای از کتاب تلویحات وی را به او دادند آن را بوسید و به یادِ هم‌درس قدیمش در مراغه اشک ریخت.
سهروردی پس از پایان تحصیلات رسمی، به سفر در داخل ایران پرداخت، و از بسیاری از مشایخ تصوف دیدن کرد. در واقع، در همین دوره بود که سهروردی شیفته راه تصوف گشت و دوره‌های درازی را به اعتکاف و عبادت و تفکر گذراند. او همچنین سفرهایش را گسترش داد و به آناتولی و شامات رسید، و چنان‌که از گزارش‌ها برمی‌آید، مناظر شام در سوریه کنونی او را بسیار مجذوب خود نمود. در یکی از سفرها از دمشق به حلب رفت و در آنجا با ملک ظاهر پسر صلاح الدین ایوبی (سردار معروف مسلمانان در جنگ‌های صلیبی) دیدار کرد. ملک ظاهر که محبت شدیدی نسبت به صوفیان و دانشمندان داشت، مجذوب این حکیم جوان شد و از وی خواست که در دربار وی در حلب ماندگار شود. سهروردی نیز که عشق شدیدی نسبت به مناظر آن دیار داشت، شادمانه پیشنهاد ملک ظاهر را پذیرفت و در دربار او ماند. در همین شهر حلب بود که وی کار بزرگ خویش، یعنی، حکمةالاشراق را به پایان برد.
اما سخن گفتن‌های بی‌پرده و بی‌احتیاط بودن وی در بیان معتقدات باطنی در برابر همگان، و زیرکی و هوشمندی فراوان وی که سبب آن می‌شد که با هر کس بحث کند، بر وی پیروز شود، و نیز استادی وی در فلسفه و تصوف، از عواملی بود که دشمنان فراوانی مخصوصاً از میان علمای قشری برای سهروردی فراهم آورد.

## درگذشت
سرانجام به دستاویز آن که وی سخنانی برخلاف اصول دین می‌گوید، از ملک ظاهر خواستند که او را به قتل برساند، و چون وی از اجابت خواسته آن‌ها خودداری کرد، به صلاح الدین ایوبی شکایت بردند. متعصبان او را به الحاد متهم کردند و علمای حلب خون او را مباح شمردند (اتهام او معاندت با شرایع آسمانی اعلام شد).
صلاح‌الدین که به تازگی سوریه را از دست صلیبیان بیرون آورده بود و برای حفظ اعتبار خود به تأیید علمای دین احتیاج داشت، ناچار در برابر درخواست ایشان تسلیم شد.
به همین دلیل، پسرش ملک ظاهر تحت فشار قرار گرفت و ناگزیر سهروردی را در ۵ رجب ۵۸۷ هجری قمری به زندان افکند و شیخ همان‌جا از دنیا رفت. وی در هنگام مرگ، ۳۸ سال داشت و مزار ایشان در مسجد امام سهروردی شهر حلب است.
علت مستقیم وفات وی معلوم نیست (البته مشهور آن است که سهروردی را در پوست الاغ سوزاندند).
شمس تبریزی (۵۸۲ –۶۴۵ هجری قمری) معاصر شهاب‌الدین یحیی سهروردی (۵۴۹–۵۸۷ هجری قمری) دلیل و روایتی دیگر از قتل او در مقالات به دست داده، ملک ظاهر به سهروردی می‌گوید تو چه دانی که لشکر چه باشد؟
آن روز با او صفت لشکر می‌کرد؛ ملک ظاهر گفت: تو چه دانی لشکر چه باشد؟ نظر کرد بالا و زیر لشکرها دید ایستاده، شمشیرهای برهنه کشیده، اشخاص با هیبت در و بام و صحن و دهلیز پر، برجست و در خزینه رفت. تأثیر آتش در دل بود که قصد او کرد پیش از تفحص.
کینه شهاب به دنبال نمایاندن واقعه و در خزینه شدن ملک ظاهر در دلش بوده و همچنین حسد حسودان، گفتند: پیش فلان ملک نامه بنویس به اتفاق تا در منجنیق نهیم. چون نامه بخواند دستار فروگرفت. سَرَکَش ببریدند. در حال پشیمان شد، بر وی ظاهر شد مکر دشمنان. او را خود لقب ملک ظاهر گفتندی. فرمودشان تا چو سگ خون او را بلیسیدند. دو و سه از ایشان بکشت که شما انگیختید.

## بزرگداشت
روز بزرگداشت وی، به تأیید مرکز تقویم مؤسسهٔ ژئوفیزیک دانشگاه تهران، ۸ مرداد هر سال برابر با ۲۹ ژوئیه است که در این روز همایش‌ها، بزرگداشت‌ها و یادبودهایی برای او برگزار می‌شود.
یکی از میدان‌های شهر سنندج به نام او نامگذاری شده و در این میدان مجسمه‌ای از او نصب شده است، بسیاری از خیابان‌ها، میدان‌ها و مکان‌ها نیز در سراسر ایران به نام وی نامگذاری شده‌اند.

## خصوصیات اجتماعی
رفتار سهروردی خالی از غرابت نبوده است چنان‌که در عین کناره‌گیری از خلق و خلوت گزینی، اهل بحث و مناظره و جدل بوده است و شاید اگر این میل در او نبود ناگزیر از افشای سر ربوبیت نمی‌شد و تعصب قشریان را برنمی‌انگیخت و جان خویش بر سر این کار نمی‌نهاد.
سدیدالدین (معروف به ابن رفیقه) نگاه مردمان آن زمان نسبت به سهروردی را به زیبایی نقل می‌کند: «روزی با شیخ شهاب‌الدین در مسجد جامع میافارقین راه می‌رفتیم، او جبه کوتاهِ آسمانی رنگی پوشیده بود و فوطه تابیده‌ای را به سر بسته بود، یکی از دوستان مرا با او دید. مرا به کناری کشید و گفت: مگر کسی نبود با او راه بروی که با این خربنده حرکت می‌کنی! گفتم: ساکت باش، مگر او را نمی‌شناسی؟ گفت: نه او را نمی‌شناسم. گفتم: این عالم وقت و حکیم عصر است، این جوان پریشان ظاهر شهاب‌الدین سهروردی است. در موردش گویند که شیخ به مقامات عالیه و نهایت مکاشفه رسیده و صاحب کرامات و خوارق عادات گردیده است.»
با اندکی تحقیق در منابع تاریخی، می‌توان دریافت که شناخت مردمان آن دوره مشابه روایتی بود که نقل گردید؛ و سهروردی را به ژنده‌پوشی و حتّی بعضی به دیوانگی می‌خواندند.

## دیدگاه‌ها

### منطق اشراقی
شیخ اشراق در منطق نیز دیدگاه‌هایی نو عرضه کرده است که در منطق فلسفه مشاء به چشم نمی‌خورد. وی از این دیدگاه‌ها با عنوان قواعد اشراقی در منطق یاد می‌کند؛ هر چند بخش‌هایی از مباحث منطق فلسفه مشاء را نیز پذیرفته و آن‌ها را در منطق خود، به ویژه قسم اول کتاب حکمت‌الاشراق جای داده است.
شیخ اشراق در آغاز هر یک از کتاب‌های المطارحات، التلویحات، اللمحات و حکمه‌الاشراق به منطق پرداخته است. وی در سه کتاب اول، مباحث منطقی را به شیوه سنت مشائی مطرح کرده است، با این تفاوت که در منطق المطارحات، مباحث تفصیل بیشتری داشته، جنبه تاریخی نیز دارد. شیخ اشراق در سه کتاب اول با مشائیین مماشات می‌کند، ولی هدف او در منطق حکمه الاشراق را بیان قواعد منطق به صورت بسیار مختصر و کاهش دادن قواعد منطقی به چند قاعده است.

### فلسفه اشراق
سهروردی کسی است که مکتب فلسفی فلسفه اشراق را به‌وجود آورد که بعد از مرگش وسعت یافت. او نظریه خود را در اواخر قرن ششم و اوایل قرن هفتم ارائه کرد. سهروردی را رهبر افلاطونیان جهان اسلام لقب داده‌اند. او خود فلسفه‌اش را حکمت اشراق نامیده بود که به معنای درخشندگی و برآمدن آفتاب است و اقوام لاتین آن را aurora consurgens نام نهاده‌اند. اما این تفکر فلسفه خاص افلاطونی نیست و در آن آرای افلاطون و ارسطو و نوافلاطونیان و زرتشت و هرمس و اسطوره تحوت و آرای نخستین صوفیان مسلمان در هم آمیخته است.
مکتب سهروردی هم فلسفه هست و هم نیست. فلسفه است از این جهت که به عقل اعتقاد دارد، اما عقل را تنها مرجع شناخت نمی‌داند. عرفان است از این نظر که کشف و شهود و فلسفه اشراق را شریف‌ترین و بلندمرتبه‌ترین مرحله شناخت می‌شناسد.
کتاب حکمت‌الاشراق مهم‌ترین اثر فلسفی سهروردی در واقع به نظریهٔ ابن سینا برای تأسیس حکمت مشرقی جامهٔ عمل پوشاند. او را زنده‌کننده عرفان ایرانی پیش از اسلام و پدیدآورنده حکمت خسروانی می‌دانند.

### حکومت و حاکم
حکومتی که سهروردی به دنبال آن است دارای صفت کمال است. نظام سیاسی ای که سهروردی ترسیم می‌کند مبتنی بر حاکمیت داناترین افراد جامعه است. در رأس هرم قدرت چنین نظامی، حکیمی است که تمامی خواسته‌ها و نیازهای جامعه خود را درک می‌کند. نظام سیاسی سهروردی در درون دستگاه فلسفی او که بر پایه حکمت اشراق بنا گردیده، در واقع گسترش حاکمیت عرفان در دنیای فانی است.
به اعتقاد سهروردی، حاکم حکیم یا رئیس مدینه می‌باید «صاحب کرامات» باشد تا اهل مدینه با دیدن کرامات وی از او فرمان برند. به اعتقاد سهروردی، حکما فرمان‌های خداوند را دریافت می‌کنند و این امر به آنها قدرت و اقتدار می‌بخشد. حکیمی است که به منبع فیض الهی متصل است و او کسی است که با سفر به عالم مافوق قمر و بازگشت از آن به مفاهیمی دست یافته است که می‌تواند هدایت بشر را در دست گیرد. در نظر سهروردی اگر ریاست واقعی جهان به دست حکیمی قرار گیرد، زمانه آن حکیم بس نورانی و درخشان خواهد بود و برعکس، هرگاه جهان از تدبیر حکیمی الهی تهی ماند، ظلمت‌ها و تاریکی‌ها بر عالم و مردم آن چیره شود.

### عشق
سهرودی عشق را همراه با حسن و حزن، سه فرزند عقل می‌داند و حزن و رنج را ملازم و همراه عشق عنوان می‌کند و معتقد است رسیدن به حسن و کمال جز از طریق عشق میسر نمی‌شود. به تعبیر وی عشق تن را فانی کرده و جان را بقا می‌بخشد. در نگاه او عشق محبتی مفرط و بیرون از حد است که در مجموعه هستی، شریان دارد و هر موجودی، چه نوری و چه غیر نوری، از آن بهره و نصیبی دارد و این عشق است که رابط وجودی، میان موجودات عالم است. عارف، باید از دو وادی معرفت و محبت گذر کند و گاو نفس را در پیش پای عشق قربانی نماید تا به آب حیات عشق رسد و از آن بنوشد. غایت این عشق تشبه به خدا و فنای در اوست.

### نورالانوار
سهروردی هستی‌شناسی خود را «نورالانوار» نام داده است. همان حقیقت الهی که درجه روشنی آن چشم را کور می‌کند. نور را نمی‌توان با کمک چیز دیگر و نسبت به آن تعریف کرد، زیرا تمام اشیا با نور آشکار می‌شوند و طبعاً باید با نور تعریف شوند. «نورالانوار» یا «نور مطلق» همان وجود مطلق است و تمام موجودات، وجود خود را از این منبع کسب کرده‌اند و جهان هستی چیزی جز مراتب و درجات گوناگون روشنایی و تاریکی نیست. به همین دلیل سلسله مراتب موجودات بستگی به درجه نزدیکی آن‌ها با «نورالانوار» دارد، یعنی به میزان درجه «اشراق» و نوری که از نورالانوار به آن‌ها می‌رسد.
او شدت و ضعف موجودات را در شدت و ضعف نورانیت آن‌ها می‌داند نور حقیقتی واحد است اما شدت و کاستی دارد و بر این تعبیر از خداوند به عنوان نورالانوار و سرچشمهٔ نورانیت سایر وجودها تعبیر می‌کند.

## علوم غریبه
عموم مورخان سهروردی را آگاه به علوم غریبه معرفی کرده‌اند. شمس‌الدین شهرزوری نیز او را صاحب کرامت و آگاه به علم کیمیا معرفی کرده. یکی از دلایل قتل او نیز این بود که به وی نسبت ساحری می‌دادند.
در خصوص اینکه سهروردی علوم غریبه می‌دانسته، کاظم محمّدی در کتاب سهروردی دانای حکمت باستان، ص. ۲۷ نوشته است:
 در اینکه به احتمال او دانای علوم غریبه بوده نیز می‌توان گمانی نزدیک به یقین داشت، چه آنان که با اسرار حکمی آشنا می‌شوند و از رمزهای قرآن نکاتی را می‌توانند کشف کنند بدون شک رمزگشای آنان غیر از الطاف غیبی و فیوضات ربّانی منوط به دانستن این علوم است و بدون شک سهروردی اطلاعاتی از این دانش هم داشته و شاید در بسیاری از مسائل آن هم بهره می‌برده است.

## آثار[۲۱]
فهرست کامل آثار فارسی و عربی شهاب الدین یحیی سهروردی با استفاده از فهرست شهرزوری و مقایسه آن با فهرست (ریتر) در دائرةالمعارف اسلامیه بشرح زیر آمده است. البته باید توجه داشت که سیاهه آثار شهاب الدین سهروردی که در دست است، با این سیاهه متفاوت است و برخی از رسائل را با قطعیت نمی‌توان به او منتسب کرد. با پژوهش‌های صورت گرفته سیاهه ریتر چندان صحیح و قابل اعتماد نیست، اما برای آگاهی از بازه وسیعی از رسائل و آثار صحیح الانتساب و منسوبه به شیخ اشراق مناسب است. اما به هر حال از سال ۱۳۹۱ هجری شمسی، مجموعه ای کامل از آثار در دسترس و قطعی شیخ اشراق تحت عنوان «الحکمة الاشراقیة» به تصحیح، تحقیق و تقدیم محمد (جلال الدین) ملکی در ۱۲ جلد منتشر می‌شود (در حال حاضر تنها ۷ جلد از آن در بازار نشر وارد شده است) که در برگیرنده تمام آثار قطعی شیخ اشراق است. به زعم سید حسین نصر، «الحکمة الاشراقیة» اولین مجموعه کامل از آثار سهروردی است که به صورت علمی تصحیح و تحقیق و منتشر می‌شود.
1. المشارع و المطارحات، در منطق، طبیعیات، الهیات.
2. التلویحات.
3. حکمةالاشراق، در دو بخش. بخش نخست، در سه مقاله در منطق، بخش دوم در الهیات در پنج مقاله. (این کتاب مهم‌ترین تألیف سهروردی است و مذهب و مسلک فلسفی او را به‌خوبی روشن می‌نماید).
4. اللمحات، کتاب مختصر و کوچکی در سه فن از حکمت، یعنی: طبیعیات، الهیات و منطق.
5. الالواح المعادیه، در دانشهای حکمت و اصطلاحات فلسفه.
6. الهیاکل النوریه، یا هیاکل النور. این کتاب مشتمل بر آراء و نظریه‌های فلسفی است، بر مسلک و ذوق اشراقی. سهروردی نخست آن را به زبان عربی نگاشته و سپس خود آن را به پارسی ترجمه کرده است.
7. المقاومات، رساله مختصری است که سهروردی خود آن را به منزله ذیل یا ملحقات التلویحات قرار داده است.
8. الرمز المومی (رمز مومی) هیچ‌یک از نویسندگانی که آثار و تألیف‌های سهروردی را یاد کرده‌اند، از این کتاب نامی نبرده‌اند، جز شهروزی که آن را در فهرست سهروردی آورده است.
9. المبدء و المعاد. این کتاب به زبان پارسی است، و کسی جز شهرزوری از آن یاد نکرده است.
10. بستان القلوب، کتاب مختصری است در حکمت، سهروردی آن را برای گروهی از یاران و پیروان مکتب خود به زبان پارسی در اصفهان نگاشته است.
11. طوراق الانوار، این کتاب را شهرزوری یاد کرده، ولی ریتر از آن نام نبرده است.
12. التنقیحات فی الاصول، این کتاب در فهرست شهرزوری آمده ولی ریتر از قلم انداخته است.
13. کلمةالتصوف. شهرزوری این کتاب را با این نام در فهرست خود آورده، و ریتر آن را بنام (مقامات الصوفیه) یاد کرده است.
14. البارقات الالهیة، شهرزوری این را در فهرست خود آورده و ریتر از آن نام نبرده است.
15. النفحات المساویة، شهرزوری در فهرست خود یاد کرده و ریتر نام آن را نیاورده.
16. لوامع الانوار.
17. الرقم القدسی.
18. رسالة فی اعتقاد الحکماء.
19. کتاب الصبر. نام این چهار کتاب اخیر در فهرست شهرزوری آمده و در فهرست ریتر دیده نمی‌شود.
20. رسالة العشق، شهرزوری این کتاب را بدین نام آورده است، ولی ریتر آن را بنام «مونس العشاق» یاد کرده است. این کتاب به زبان فارسی است.
21. رساله در حالة طفولیت، این رساله به زبان فارسی است. شهرزوری آن را یاد کرده و ریتر آن را نیاورده است.
22. رساله روزی با جماعت صوفیان، این رساله نیز به زبان پارسی است. در فهرست شهرزوری آمده و از ریتر دیده نمی‌شود.
23. رساله عقل، این نیز به زبان پارسی است، در فهرست شهرزوری آمده، و در فهرست ریتر دیده نمی‌شود.
24. شرح رساله «آواز پر جبرئیل» این رساله هم به زبان پارسی است.
25. رساله پرتو نامه، مختصری در حکمت به زبان پارسی است، سهروردی در آن به شرح بعضی اصطلاحات فلسفی پرداخته است.
26. رساله لغت موران، داستان‌هایی است، رمزی که سهروردی آن را به زبان پارسی نگاشته است.
27. رساله غربةالغربیة، شهرزوری این را به همین نام یاد کرده است، اما ریتر آن را بنام (الغربةالغربیة) آورده است. داستانی است که سهروردی آن را به رمز به عربی نگاشته و در نگارش آن از رساله (حی بن یقطان) این سینا مایه گرفته، یا بر آن منوال نگاشته است.
28. رساله صفیر سیمرغ، که به پارسی است.
29. رسالةالطیر، شهرزوری نام این رساله را چنین نگاشته، ولی ریتر نام آن را (ترجمه رساله طیر) نوشته است. این رساله ترجمه پارسی رسالةالطیر ابن سینا است که سهروردی خود نگاشته است.
30. رساله تفسیر آیات «من کتاب الله و خبر عن رسول‌الله». این رساله را شهرزوری یاد کرده و ریتر از آن نام نبرده است.
31. التسبیحات و دعوات الکواکب. شهرزوری این کتاب را به همین نام در فهرست خود آورده، اما در فهرست ریتر کتابی بدین نام نیامده است. ریتر مجموعه رساله‌ها و نوشته‌ها و نوشته‌های سهروردی را که در این نوع بوده، یکجا تحت عنوان (الواردات و التقدیسات) در فهرست خود آورده است و احتمال داده می‌شود که کتاب التسبیحات… نیز جزء مجموعه مزبور باشد.
32. ادعیة متفرقه. در فهرست شهرزوری آمده است.
33. الدعوة الشمسیة. شهرزوری از این کتاب یاد کرده است.
34. السراج الوهاج. شهرزوری این کتاب را در فهرست خود آورده است، اما خودش دربارهٔ صحت نسبت این کتاب به سهروردی تردید نموده است، زیرا می‌گوید: (و الاظهر انه لیس له) درست‌تر آنست که این کتاب از او نباشد.
35. الواردات الالهیة بتحیرات الکواکب و تسبیحاتها. این کتاب تنها در فهرست شهرزوری آمده است.
36. مکاتبات الی الملوک و المشایخ، این را نیز شهرزوری نام برده است.
37. کتاب فی السیمیاء. این کتاب‌ها را شهرزوری نام برده، اما نام‌های ویژه آن‌ها را تعیین نکرده و نوشته است این کتاب‌ها به سهروردی منسوب است.
38. الالواح، این کتاب را شهرزوری یک بار (شماره ۵) در فهرست خود یاد کرده که به زبان عربی است و اکنون بار دوم در اینجا آورده است که به زبان پارسی است. (سهروردی خود این کتاب را به هر دو زبان نگاشته، یا به یک زبان نگاشته و سپس به زبان دیگر ترجمه کرده است).
39. تسبیحات العقول و النفوس و العناصر. تنها در فهرست شهرزوری آمده است.
40. الهیاکل. این کتاب را شهرزوری در فهرست خود یکبار بنام (هیاکل النور) یاد کرده و می‌گوید به زبان عربی است و بار دیگر به عنوان الهیاکل آورده است و می‌گوید به زبان پارسی است. این را نیز سهروردی خود به هر دو زبان پارسی و عربی نگاشته است.
41. شرح الاشارات. پارسی است. تنها در فهرست شهرزوری آمده است.
42. کشف الغطاء لاخوان الصفا. این کتاب در فهرست ریتر آمده و در شهرزوری مذکور نمی‌باشد.
43. الکلمات الذوقیه و النکات الشوقیه، یا «رسالةالابراج» این کتاب نیز تنها در فهرست ریتر آمده است.
44. رساله (این رساله عنوان ندارد) تنها در فهرست ریتر آمده است. ریتر نوشته است: موضوع‌هایی که در این رساله از آن‌ها بحث شده، عبارت است از جسم، حرکت، ربوبیة (الهی) معاد، وحی و الهام.
45. مختصر کوچکی در حکمت: شهرزوری این را یاد نکرده، ولی در فهرست ریتر آمده است، و می‌گوید: سهروردی در این رساله از فنون سه‌گانه حکمت یعنی منطق، طبیعیات و الهیات بحث می‌کند.
46. شهرزوری و ریتر منظومه‌های کوتاه و بلند عربی از سهروردی نقل کرده‌اند که در موضوع‌های فلسفی و اخلاقی یا عرفانی است، نظیر قصیده عربی مشهور ابن سینا: سقطت الیک من… که مطلع یکی از آن‌ها این بیت است.
47. عقل سرخ

## آثار سهروردی در بازار نشر ایران
1. رساله فی حالة الطفولیه، نشر مولی
2. صفیر سیمرغ، نشر مولی
3. رساله فی حقیقه العشق یا مونس العشاق، نشر مولی
4. حکمت‌الاشراق، انتشارات علم و انتشارات دانشگاه تهران
5. پرتونامه سلیمانشاهی و بستان القلوب، انتشارات مؤسسه حکمت و فلسفه ایران
6. هیاکل النور، نشر مولی و نشر نقطه
7. التلویحات اللوحیه و العرشیه (به زبان عربی)، انتشارات مؤسسه حکمت و فلسفه ایران (کتاب سه بخش دارد: منطق، طبیعیات و الهیات. انتشارات دانشگاه تهران بخش منطق این کتاب را با نام «منطق التلویحات» و انتشارات جابر بخش طبیعیات را به چاپ رسانده‌اند)
8. لغت موران، نشر مولی و انتشارات مؤسسه حکمت و فلسفه ایران
9. روزی با جماعت صوفیان، نشر مولی
10. بیگانگی در باختر زمین (ترجمه رساله غربة الغربیة)، انتشارات بعثت
11. عقل سرخ، نشر مولی
12. آواز پر جبرئیل، نشر مولی
13. مجموعه مصنفات شیخ اشراق، نشر پژوهشگاه علوم انسانی و مطالعات فرهنگی
14. آثار فارسی شهاب الدین سهروردی، نشر سبکباران (شامل: رسالة العشق، آواز پر جبرئیل، عقل سرخ، رساله فی حالة الطفولیة، صفیر سیمرغ، لغت موران، روزی با جماعت صوفیان)
15. هشت رسالهٔ سهروردی، نشر نجم کبری
16. شرح عقل سرخ، سهند آقایی، تهران، تحشیه، ۱۳۹۸.

## سروده‌ها و کلمات قصار
شهرزوری نوشته است که شیخ شهاب الدین یحیی سهروردی بر سبیل تفنن به فارسی نیز شعر می‌گفته است. اشعار نسبتاً زیادی از او به زبان عربی در دست است. اشعار فارسی او بیشتر قطعه و دوبیتی هستند که برخی از آن‌ها در متن داستان‌های فلسفی کوتاه او آمده‌اند. این رباعی در تذکره‌ها از او مشهور است:
| هان تا سر رشته خرد گم نکنی   |  | خود را ز برای نیک و بد گم نکنی  |
| رهرو توئی و راه توئی منزل تو |  | هشدار که راه خود به خود گم نکنی |

در وصیت‌نامه سهروردی به نقل از دینانی آمده است: «وقتی خواستی قرآن بخوانی، به گونه‌ای بخوان که تو گویی فقط برای تو نازل شده نه کس دیگری…».

## نظرات دیگران
- غلامحسین ابراهیمی دینانی اندیشه‌های سهروردی را کاملاً ایرانی می‌داند و بر این باور است که اندیشه‌های وی برگرفته از ایران باستان و حکمت ایرانی است. به نظر دینانی، سهروردی کسی است که حکمت ایرانی را در مقابل حکمت یونانی قرار داده است.[۲۵]
- مصطفی محقق داماد بر این باور است که سهروردی در زمینه دانش اصول فقه نیز متبحر بوده است و رسالهٔ التنقیه فی اصول فقه نیز به او منسوب است. سهروردی علم اصول فقه را اشراق علم دینی دانسته است.[۲۶]
- محمدعلی سلطانی معتقد است که شهاب‌الدین سهروردی کُرد بوده و فلسفهٔ او درواقع فلسفهٔ رایج در میان کُردها در سده‌های گذشته است و از این رو آن را فلسفه‌ای کُردی می‌داند. سلطانی از شمس‌الدین شهرزوری به عنوان بزرگ‌ترین شارح فلسفهٔ سهروردی نام می‌برد.[۲۷][۲۸]
- نجفقلی حبیبی استاد بازنشسته دانشگاه تهران، سهروردی را به عنوان کسی معرفی می‌کند که فیلسوف طبیعت است. سهروردی به عنوان فیلسوف طبیعت، ستارگان را مخلوق خدا می‌داند که جهان را تدبیر می‌کنند.
- یدالله یزدان‌پناه نیز حکمت سهروردی را برگرفته شده از خمیرهٔ ازلی می‌داند که خود سهروردی نیز بدان اشاره کرده است.[۲۹]
- کاظم محمّدی، سهروردی را بیش از اینکه یک فیلسوف باشد یک عارف می‌داند، عارفی پویا و ریاضت کشیده و در بسیاری از مسائل به کُنه حقیقت رسیده.[۳۰]